# El jaiku en España
El Jaiku en España es una obra de literatura comparada de Pedro Aullón de Haro, publicada por primera vez en 1985.
Se trata de una monografía que por primera vez totaliza la penetración en un país occidental del género poético más importante de la literatura japonesa y asiática en general, el jaiku (en transliteración anglosajona, haiku). Al mismo tiempo resuelve el orden de prelaciones y la dimensión extraordinaria que este género, el género poético breve más difundido de la literatura universal moderna, adquirió en la poesía española, sobre todo durante la primera mitad del siglo XX, demostrando claves decisivas que modificaron el estudio de los géneros poéticos de la literatura española moderna. Cuenta entre estas claves, que Antonio Machado fuera, ya en Soledades (1903 y 1907), su primer libro, el pionero autor jaikista en lengua castellana, mucho más importante y anterior que el mexicano José Juan Tablada, sobre todo en razón de elaborar una verdadera asimilación técnica jaikista en el régimen de la poesía tradicional española, con la cual, por otra parte, presenta notables semejanzas métricas el género japonés. Asimismo, El Jaiku en España descubre y analiza un entretejimiento poético que abarca el conjunto de la poesía española contemporánea: la Vanguardia histórica, incluida la greguería de Gómez de la Serna, y una gama de realizaciones que alcanza desde Juan Ramón Jiménez hasta Jorge Guillén, Juan José Domenchina, García Lorca o Luis Cernuda, Salvador Espriu y, por otra parte, los nuevos regímenes artísticos de la contracultura y de la poesía de la segunda mitad del siglo en general, una vez sobrepasada la estricta posguerra, único momento impermeable a la poesía jaikista.  
El libro consta de tres partes: 
- “Teoría general”;
- “Delimitación y proceso de introducción del género”;
- “Determinación textual del género en los grandes autores”.

En conjunto, la poesía española moderna es, puede afirmarse, la de más notable recepción jaikista de Europa, tanto por intensidad como por extensión y complejidad receptiva.